# Pseudorhizobium pelagicum
Pseudorhizobium pelagicum és un alfaproteobacteri gramnegatiu marí aïllat de la zona pelàgica de la mar Mediterrània.

## Etimologia
- Pseudorhizobium: compost per pseudo (ψευδής, fals) i rhizobium (gènere bacterià).[1]
- pelagicum: llatinització de pelàgica, on va ser descobert.

## Descripció
Bacteri aeròbic, gramnegatiu, que no esporula, i que forma colònies blanquinoses en un medi d'agar amb extracte de llevat. El creixement òptim es dona a 28º C i un pH=7-7,5. L'interval de temperatura és de 10 a 37º C, mentre que el de pH de 6 a 8. Als 40º C s'observa un creixement dèbil, i aturant-se a un pH = 4,5. Presenta activitat catalasa i oxidasa, i produeix galactosidasa i ureasa, per contra no sintetitza indole, arginina deshidrolasa o gelatinasa. La reducció de nitrat i la hidròlisi de esculina van ser positives. Es va observar creixement en presència de NaCl al 7%. Els seus principals àcids grassos són C18:17c/C18:16c. El contingut de G+C de l'ADN genòmic de la soca tipus de l'espècie tipus és del 62,8% mols.
La delimitació del gènere es va determinar mitjançant la informació filogenètica de la seqüència del gen 16S ARNr i mitjançant l'anàlisi de la seqüència del genoma complet. L'espècie tipus és P. pelagicum.